# Chad Beyer
Chad Beyer (Kansas City, 15 augustus 1986) is een Amerikaans wielrenner die anno 2017 rijdt voor Hangar 15 Bicycles.

## Carrière
Beyer werd in 2003 derde op het Amerikaanse kampioenschap op de weg bij de junioren, en een jaar later tweede.
In 2008 won hij met het Amerikaanse nationale team ploegentijdrit in de Ronde van Belize. Een jaar later behaalde hij zijn eerste eigen overwinning: de eerste etappe van de Ronde van Murrieta, waarvan hij uiteindelijk ook het eindklassement won. In 2010 won hij het sprintklassement van de Ronde van Romandië en werd hij tweede in het bergklassement.

## Overwinningen
2008
3e etappe Ronde van Belize (ploegentijdrit)
2010
Sprintklassement Ronde van Romandië
2017
3e etappe Grote Prijs van Saguenay

## Resultaten in voornaamste wedstrijden
| Jaar | Ronde van Italië | Ronde van Frankrijk | Ronde van Spanje |
| ---- | ---------------- | ------------------- | ---------------- |
| 2011 | 152e             |                     |                  |

## Ploegen
- 2009 –  BMC Racing Team
- 2010 –  BMC Racing Team
- 2011 –  BMC Racing Team
- 2012 –  Competitive Cyclist Racing Team
- 2013 –  Champion System Pro Cycling Team
- 2014 –  5-Hour Energy
- 2015 –  Lupus Racing Team (vanaf 20-8)
- 2016 –  Lupus Racing Team
- 2017 –  Hangar 15 Bicycles [a]

1. ↑  Tot halverwege mei heette de pleg Canyon Bicycles, maar na het aantrekken van Hangar 15 als sponsor werd de naam veranderd.